# العلاقات التونسية المنغولية
العلاقات التونسية المنغولية هي العلاقات الثنائية التي تجمع بين تونس ومنغوليا.

## مقارنة بين البلدين
هذه مقارنة عامة ومرجعية للدولتين:
| وجه المقارنة                                              | تونس                                       | منغوليا         |
| --------------------------------------------------------- | ------------------------------------------ | --------------- |
| المساحة (كم2)                                             | 163.61 ألف                                 | 1.57 مليون      |
| عدد السكان (نسمة)                                         | 11.53 مليون                                | 3.08 مليون      |
| الكثافة السكانية (ن./كم²)                                 | 70.47                                      | 1.96            |
| العاصمة                                                   | تونس                                       | أولان باتور     |
| اللغة الرسمية                                             | اللغة العربية                              | اللغة المنغولية |
| العملة                                                    | دينار تونسي                                | توغروغ منغولي   |
| الناتج المحلي الإجمالي (بليون دولار)                      | 40.26 مليار                                | 11.49 مليار     |
| الناتج المحلي الإجمالي (تعادل القوة الشرائية) بليون دولار | 129.05 مليار                               | 36.16 مليار     |
| الناتج المحلي الإجمالي الاسمي للفرد دولار أمريكي          | 3.87 ألف                                   | 3.97 ألف        |
| الناتج المحلي الإجمالي للفرد دولار أمريكي                 | 11.44 ألف                                  | 11.95 ألف       |
| مؤشر التنمية البشرية                                      | 0.721                                      | 0.727           |
| رمز المكالمات الدولي                                      | +216                                       | +976            |
| رمز الإنترنت                                              | .tn                                        | .mn             |
| المنطقة الزمنية                                           | ت ع م+01:00، توقيت وسط أوروبا، ت ع م+02:00 | ت ع م+08:00     |

## منظمات دولية مشتركة
يشترك البلدان في عضوية مجموعة من المنظمات الدولية، منها:
| علم المنظمة | اسم المنظمة                                                | تاريخ انضمام تونس | تاريخ انضمام منغوليا |
| ----------- | ---------------------------------------------------------- | ----------------- | -------------------- |
|             | يونسكو                                                     | 8 نوفمبر 1956     | 1 نوفمبر 1962        |
|             | الفريق المعني برصد الأرض                                   | ?                 | ?                    |
|             | مؤسسة التمويل الدولية                                      | 25 يوليو 1962     | 14 فبراير 1991       |
|             | المركز الدولي لتسوية المنازعات الاستشارية                  | 14 أكتوبر 1966    | 14 يوليو 1991        |
|             | منظمة حظر الأسلحة الكيميائية                               | ?                 | ?                    |
|             | مؤسسة التنمية الدولية                                      | 30 ديسمبر 1960    | 14 فبراير 1991       |
|             | منظمة التجارة العالمية                                     | ?                 | ?                    |
|             | وكالة ضمان الاستثمار متعدد الأطراف                         | 7 يونيو 1988      | 21 يناير 1999        |
|             | الاتحاد البريدي العالمي                                    | ?                 | ?                    |
|             | الاتحاد الدولي للاتصالات                                   | 14 ديسمبر 1956    | 27 أغسطس 1964        |
|             | منظمة الشرطة الجنائية الدولية                              | ?                 | ?                    |
|             | الأمم المتحدة                                              | 12 نوفمبر 1956    | 27 أكتوبر 1961       |
|             | البنك الدولي للإنشاء والتعمير                              | 14 أبريل 1958     | 14 فبراير 1991       |
|             | العملية المشتركة للاتحاد الأفريقي والأمم المتحدة في دارفور | ?                 | ?                    |

## وصلات خارجية
- موقع وزارة الخارجية التونسية
- موقع وزارة الخارجية المنغولية